# Kurt Bergmann (Techniker)

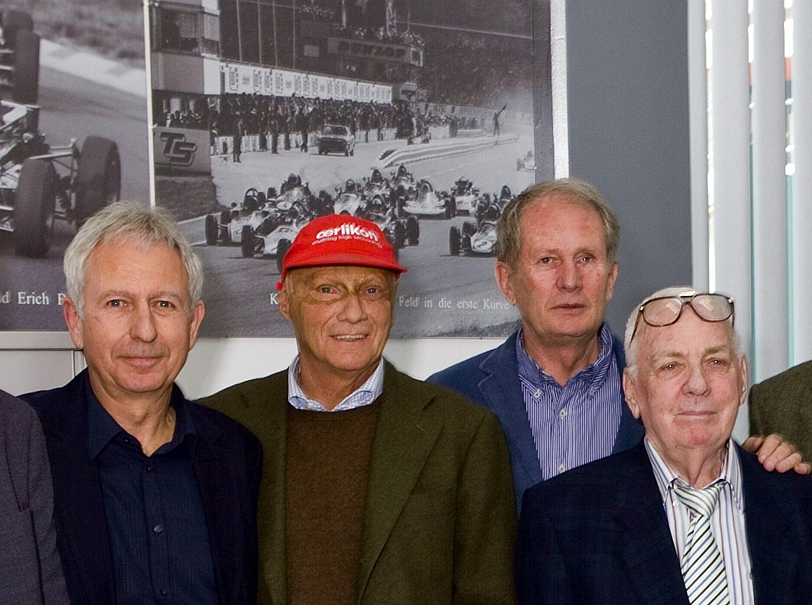
80. Geburtstag von Kurt Bergmann. Von Links: Erich Breinsberg, Niki Lauda, Helmut Marko und Kurt Bergmann (2009)

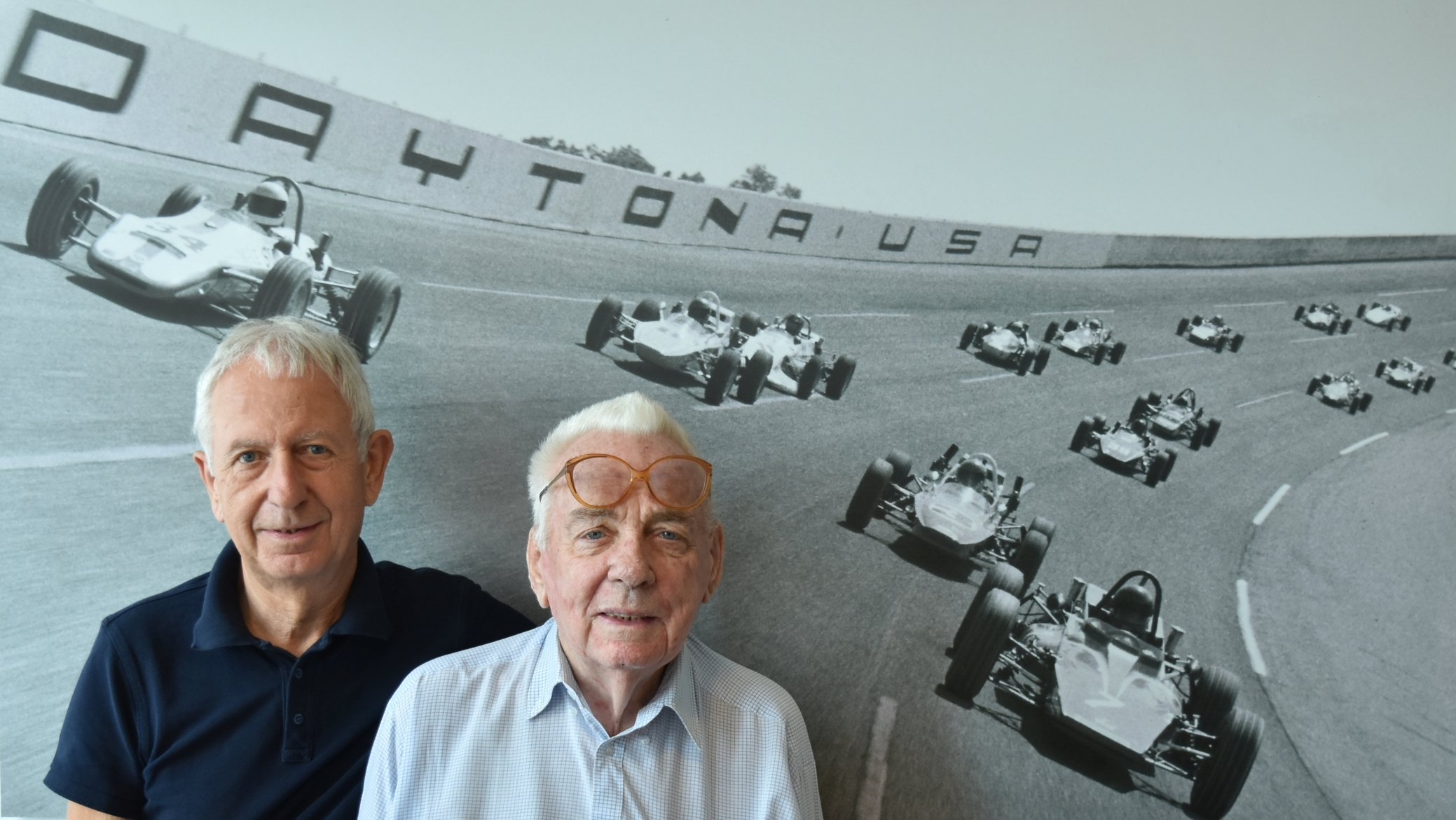
Die Trans Atlantic Challenge war der Vergleichskampf USA-Europa: Der wichtigste Sieg für das Kaimann-Team im Jahr 1971. 45 Jahre danach: Erich Breinsberg und Kurt Bergmann vor einer Fotografie des Rennens (2016).

Kurt „Masta“ Bergmann (auch als Master Bergmann bekannt; * 15. Jänner 1929, † 4. Juni 2021) war ein österreichischer ehemaliger Opel-Werkstätteninhaber und Rennwagenbauer. Als Rennstallbetreiber in der Formel V war er Inhaber der Kaimann-Rennwagen-Manufaktur sowie Chef des Kaimann-Teams.

## Leben

### Anfänge als Kfz-Meister und im Motorsport
Nach absolvierter Meisterprüfung gründete Kurt Bergmann 1963 einen Kfz-Betrieb in Wien-Essling in direkter Nachbarschaft zum Flughafen Aspern. Ein Jahr später erhielt er einen Opel-Servicevertrag. Er zählte zu den ersten Kart-Pionieren und fuhr mehrere internationale Rennen.
1964/65 kaufte Porsche-Rennleiter Huschke von Hanstein in den USA zehn sogenannte „Beach Cars“ und „Form Cars“ und brachte sie nach Europa. Es handelte sich dabei um einen preisgünstigen Motorsport, der mit Rennfahrzeugen aus serienmäßigen VW-Käfer-Bauteilen betrieben wurde. Im englischen „Formel Vee“ bezeichnet („Das V steht für VW, ein bissl auch für verrückt. Aber die Idee funktioniert.“), wurde die Formel V mit „Formel-Vau“ eingedeutscht. Nach ersten Demonstrationsläufen in Deutschland wurde die österreichische Kart-Elite, unter ihnen auch Bergmann, zu einem Rennen nach Innsbruck eingeladen. Bergmann, der bereits zuvor vom Dachfenster seiner Kfz-Werkstatt „zum ersten Mal einen richtigen Rennwagen, drüben auf dem Flugplatz von Aspern“ gesehen hat (Bergmann: „Ich hob gar ned g’wusst, wie so a Rennauto ausschaut.“), war von der Idee fasziniert und durfte sich eines der Beach Cars für drei Wochen ausleihen um es nachzubauen. Mit VW-1200-Aggregaten baute er nach dem amerikanischen Vorbild seine ersten drei Rennwagen: „Mein Auto war schöner als das der Amis. Aber es war eine Kraxn, das zweite auch. Beide zum Schmeißen!“ Mit seinem dritten hatte Bergmann Erfolg und die Formel V war damit in Österreich angekommen.

### Bergmann in der Formel V
Die ersten Fahrer waren Werner Riedl und Fritz Glatz, danach Dieter Quester. Das Kaimann-Team war geboren, Kurt Bergmann Teamchef. Im Jahr darauf fuhren Erich Breinsberg und Dieter Quester die Rennen. Den ersten Sieg auf einem Kaimann errang Dieter Quester im Flugplatzrennen Aspern 1967. „Über Jahre hinweg rennen die besten Fahrer Bergmann die Tür ein, alle wollen für den Masta fahren: ‚Eingeladen hab ich niemand, sie sind alle zu mir gekommen!‘“
1968 brachte eine wichtige Änderung im Reglement. Motoren und Aggregate kamen nun von dem stärkeren VW 1300. Für den Kaimann Mark III wurde ein steifer Rohrrahmen konstruiert. Unterstützt wurde er dabei von der Technischen Universität Wien und den damaligen Assistenten Fritz Indra und Heinz Lippitsch. Lippitsch entwarf als Versteifung des Rahmens einen Torsionsturm, der sich überzeugend bewährte. Als Fahrer wählte Kurt Bergmann Helmut Marko (als promovierter Jurist der „Doktor“ genannt), Günther Huber und Erich Breinsberg. Marko gewann mehrere Rennen und für das Team die österreichische Meisterschaft. Er wechselte über die Formel 3 zu Martini Racing. 1971 gewann Helmut Marko auf Porsche 917 die 24 Stunden von Le Mans. Im selben Jahr fuhr er für BRM im Formel-1-Team. Nach 9 Grand-Prix-Starts musste er seine Fahrerkarriere beenden. Marko wurde Motorsportmanager und ist heute Mastermind bzw. treibende Kraft des Red-Bull-Formel-1-Teams.
Im nächsten Jahr hatten die Kaimann-Wagen eine neue Karosserie. Ins Team kam der noch junge Niki Lauda. Lauda und Breinsberg waren mit mehreren Siegen erfolgreich, die Meisterschaft ging diesmal an Breinsberg. Der erst zwanzigjährige Niki Lauda wurde Dritter der Meisterschaft. Laudas Weg führte nun über die Formeln 3, 2 und 1 zu Ferrari. Dreimal wurde er Weltmeister in der Formel 1 und gründete mehrere Fluglinien. Später wurde er Teilhaber und Aufsichtsrat des Mercedes-Formel-1-Teams.
1970 wurde das bis dahin erfolgreichste Jahr für Kurt Bergmann. Die „Kaimänner“ wurden von Erich Breinsberg, Harald Ertl und Peter Peter (Junior einer Handschuh-Dynastie und deshalb im Fahrerlager „Fäustling“ gerufen) pilotiert. Erstmals gelang es, mit Erich Breinsberg den Europapokal nach Eßling zu holen und die österreichische Meisterschaft zusätzlich. Damit ging im Kaimann-Team die Ära Formel V 1300 zu Ende. Harald Ertls Weg ging über die Formel 2 und die deutsche Rennsportmeisterschaft ebenfalls in die Formel 1. Er fuhr insgesamt 21 Formel-1-Rennen für Hesketh, Ensign und ATS Ford.

### Formel Super V
Volkswagen kreierte eine stärkere und schnellere Nachfolgeserie. Die Formel Super V 1600 („Formel Super Vau“) hatte wieder Volkswagen-Aggregate, war in Leistung und Geschwindigkeit bereits auf dem Niveau der internationalen Formel 3. Das erste Rennen für Kurt Bergmanns Kaimann Super V Team 1971 war die Trans Atlantic Challenge. Der jährliche Vergleichskampf USA – Europa fand auf dem Daytona Speedway in den USA statt. Vier europäische Marken traten gegen die US-Phalanx an. In einem knappen Finale siegte der Kaimann Super V mit Erich Breinsberg vor dem amerikanischen Meister Tom Davey. Es war der erste Sieg für Europa in den USA.
Volkswagen schrieb eine internationale Meisterschaft mit zehn europäischen Rennen aus, den „Super V Goldpokal“. Kurt Bergmann wählte für sein Super-V-Team die Fahrer Helmut Koinigg, Werner Riedl und wieder Erich Breinsberg. Es wurde das erfolgreichste Jahr für das Kaimann-Team. Der Sieg in der Goldpokal-Meisterschaft ging an Erich Breinsberg vor dem Schweden Greger Kronegard vom Bonnier-Lola-Team. Kurt Bergmann wurde mit der erstmals vergebenen Konstrukteurs-Trophy ausgezeichnet. Erich Breinsberg zog sich nach diesen Erfolgen aus der Super V zurück und wurde mit einem Brabham BT 21 V8 zweimal Vize-Bergmeister. Für Kurt Bergmann kam er noch auf einem March Formel 2 zum Einsatz.
1972 fuhr wieder Helmut Koinigg für das Kaimann-Team und als Paydriver Kennerth Persson und Harald Menzel. Manfred Schurti auf Royal gewann den Goldpokal knapp vor Helmut Koinigg. 1973 war Helmut Koinigg ebenfalls der Werkspilot, ihm zur Seite die Schweden Kennerth Persson und Tommy Brorsson. Den Goldpokal gewann Helmut Koinigg. In der GTX Trophy siegte Kennerth Persson für das Kaimann-Team. Kurt Bergmann errang die Konstrukteurs-Trophy ein zweites Mal. Helmut Koinigg gelang 1974 der lang ersehnte Sprung in die Formel 1, in das Team von John Surtees. In seinem zweiten Rennen, dem Grand Prix der USA, verunglückte er tödlich.
Als neues Projekt baute Kurt Bergmann mit Ludwig Apfelbeck einen Motor auf Opel-Basis für die Formel 2. Zunächst sollte ein gebrauchtes March-Chassis als Versuchsträger dienen. Der Motor war nicht standfest. Das Projekt sprengte den Finanzrahmen und wurde eingestellt.

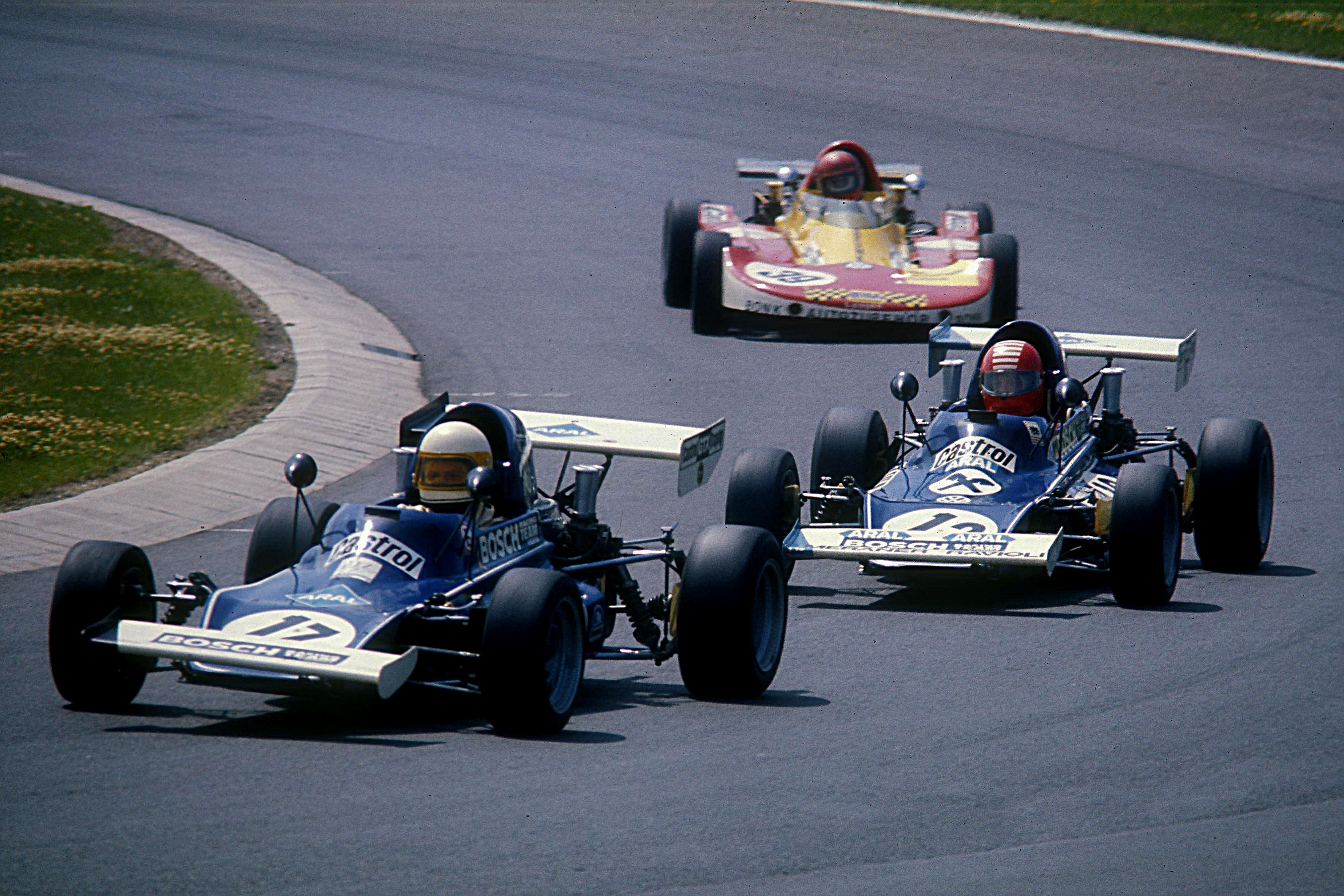
Zwei Kaimann vor einem Lola T320 (1975)

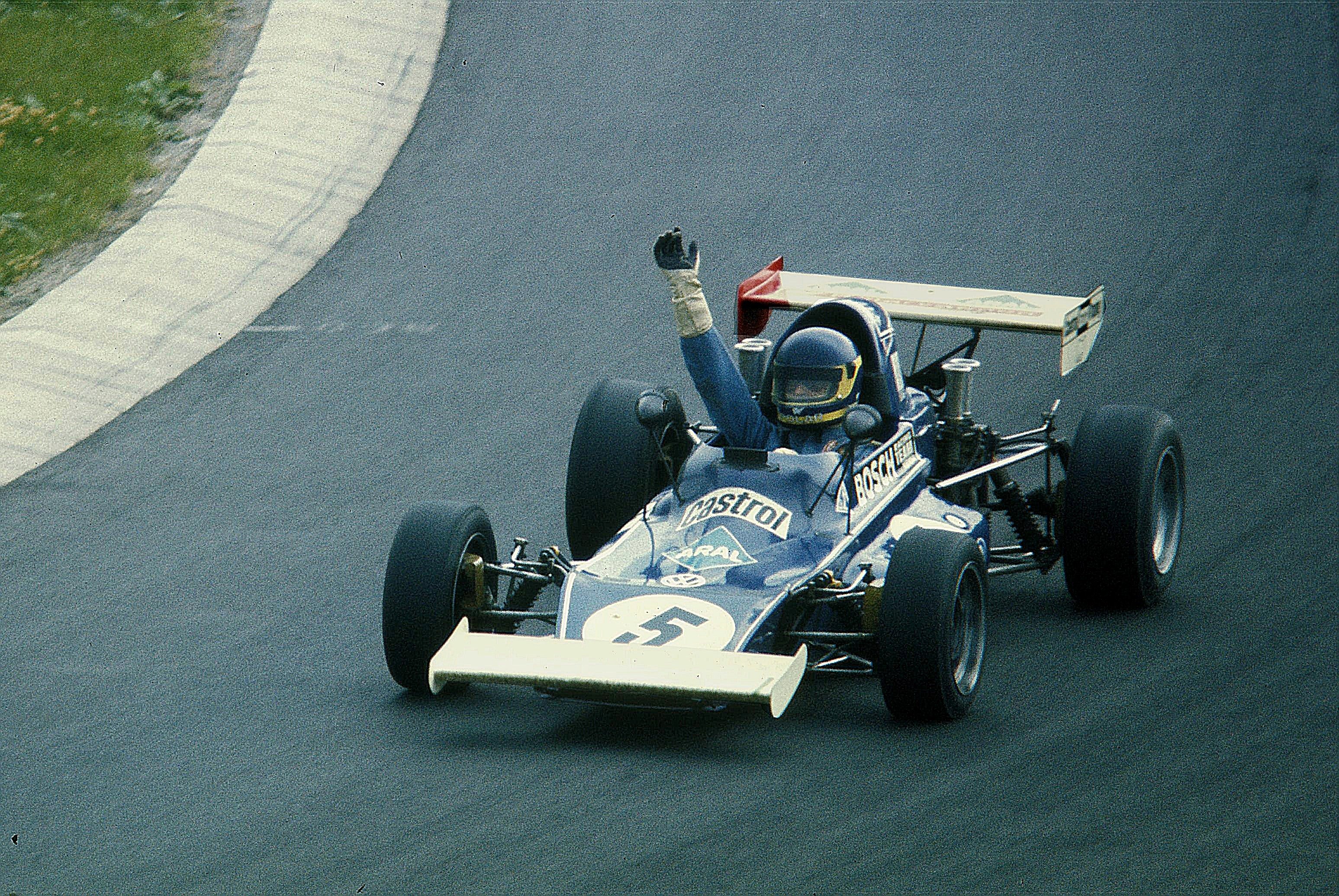
Kennerth Persson im Kaimann Formel Super V auf dem Nürburgring (1975)

1974 fuhren nur skandinavische Fahrer im Kaimann-Team. Zu Kennerth Persson und Tommy Brorsson kam der Finne Keke Rosberg. Diesmal ging der Goldpokal an Freddy Kottulinsky vom Bonnier-Lola-Team vor Kennerth Persson und Keke Rosberg. Die GTX Trophy gewann Kaimann mit Kennerth Persson vor Keke Rosberg. 1975 fuhr Keke Rosberg wieder auf Kaimann, diesmal jedoch mit Leopold Prinz von Bayern als Teamkollege für das deutsche Kern-Team. Der Goldpokal ging erneut an das Bonnier-Lola Team mit Mikko Kozarowitzky vor Kennerth Persson auf Kaimann. Keke Rosberg auf Kaimann siegte in 8 Rennen der GTX Trophy, gewann den Pokal und verwies Mikko Kozarowitzky auf Platz 2. Keke Rosberg wechselte 1976 in die Formel 2 und 1978 in die Formel 1, in der er 114 Rennen fuhr. 1982 wurde er Weltmeister im Team von Williams.
Mit dem Abgang von Keke Rosberg ging ein erfolgreiches Jahrzehnt für Kurt Bergmanns Kaimann-Team zu Ende. Es gab noch einzelne Achtungserfolge, aber die Meisterschaften gewannen die englischen und skandinavischen Teams. Bergmann war ein erfolgreicher Mitgestalter in der für den österreichischen Motorsport ruhmreichen Epoche. In etwas mehr als einem Jahrzehnt baute er in seiner kleinen Werkstatt über 200 seiner begehrten Rennwagen. Nur auf der britischen Insel gab es ähnlich erfolgreiche Teams.
Kurt Bergmann war Entdecker und Förderer einer erfolgreichen Fahrergeneration. Aus der Werkstatt in Eßling führte der Weg einiger junger Fahrer in den Grand-Prix-Sport. Acht Kaimann-Piloten schafften den Sprung in die Formel 1. Niki Lauda und Keke Rosberg wurden Weltmeister, Lauda dreimal. Außer diesen beiden Champions holten noch Helmut Marko, Helmut Koinigg, Dieter Quester, Harald Ertl, Jochen Mass und Jo Gartner ihre ersten Siege auf den Kaimann-Rennwagen.

### Ende des Rennwagenbaus
Volkswagen änderte die Strategie und stieg mit einem modifizierten Golf-GTI-Motor erfolgreich in die internationale Formel 3 ein. Ein von Kurt Bergmann angedachtes Formel-3-Projekt wurde abgebrochen. Ende der Saison 1978 stellte Bergmann seinen Rennbetrieb ein, nachdem die Formel Super V immer teurer wurde und stagnierte. Er betreute weiterhin Privatfahrer, legte aber den Schwerpunkt seines Betriebs wieder auf die Reparatur und Wartung von Straßenfahrzeugen. Später übernahm der Sohn die Leitung des Unternehmens, der jedoch am 31. Dezember 2005 kurz vor dem 50. Geburtstag plötzlich starb.

### Das Pikes Peak Projekt

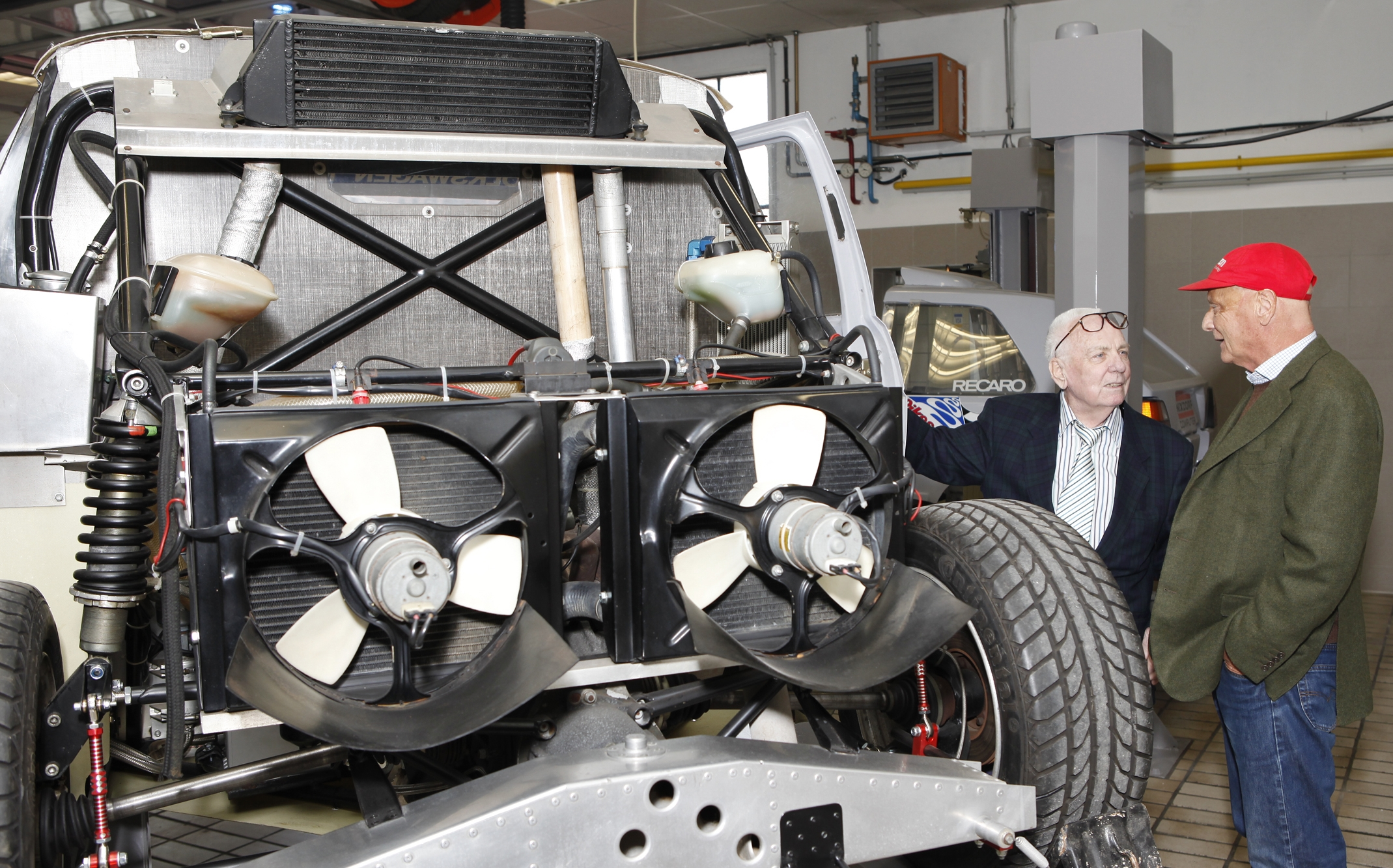
Kurt Bergmann und Niki Lauda mit dem Pikes Peak Golf (2009)

Anfang der 1980er-Jahre hatte es für Kurt Bergmann eine außergewöhnliche Herausforderung gegeben. Der Chef von Volkswagen Motorsport, Klaus Peter Rosorius, beauftragte ihn, zunächst auf der Basis eines VW Jetta als Versuchsträger einen Wagen mit zwei VW-GTI-Motoren und Allradantrieb zu konstruieren. Nach erfolgversprechenden Probefahrten wurde ein Golf nach demselben Konzept gebaut, der bei dem jährlich am 4700 Meter hohen Pikes Peak in Colorado, USA, stattfindenden Bergrennen auf einer 19,9 Kilometer langen Naturstraße eingesetzt wurde. Das Projekt war nicht ausgereift, man sammelte Erfahrung. Für das nächstjährige Rennen baute Kurt Bergmann den ultimativen VW. Der Golf bekam eine Kunststoffkarosserie und wuchs in der Breite um 20 cm, sonst blieb die Silhouette unverändert. Er hatte ein Aluminium-Monocoque mit vorne und hinten je einem Hilfsrahmen und zwei 1,8-l-Golf-Turbo-Motoren, die zusammen rund 650 PS leisteten. Die Motoren wurden in Längsrichtung eingebaut und zwei Hewland-Formel-2-Getrieben angeflanscht. Als Fahrer setzte Rosorius den Rallye-Spezialisten Jochi Kleint ein, der 1987 das Rennen zu gewinnen schien. Doch kurz vor dem Ziel brach ein Gelenk der vorderen Radaufhängung. Sieger wurde Walter Röhrl im Audi Sport Quattro. Dieses letzte große Motorsportprojekt von Kurt Bergmann steht heute im AutoMuseum Volkswagen. Insgesamt fünf dieser Fahrzeuge wurden hergestellt: der Jetta und die beiden Golf bei Kurt Bergmann, ein VW Scirocco und ein weiterer Golf in Deutschland.

### Die Jahre nach dem aktiven Motorsport
Nach der Karriere als Teamchef war Kurt Bergmann als kompetenter „Internationaler technischer Kommissar“ über Jahre weiterhin für den Motorsport tätig. Für die Innung des Kfz-Mechaniker-Gewerbes war er Vorsitzender der Kommission für Meister- und Gesellenprüfungen. Das Gremium anerkannte seine Verdienste und wählte ihn zum Innungsmeister-Stellvertreter. Auch im Ruhestand ließ Bergmann die manuell-intellektuelle Herausforderung nicht los. Er konstruiert und baut Modell-U-Boote und Modellhubschrauber, die er bei Demonstrationsveranstaltungen vorführt.

### Privat
Kurt Bergmann war seit Mitte der 1950er-Jahre mit Johanna „Hannerl“ Bergmann verheiratet. Ihr gemeinsamer Sohn Peter Bergmann, der im Oktober 2002 den elterlichen Betrieb Bergmann Gesellschaft m.b.H. („Opel Bergmann“) übernommen hatte, starb unerwartet und hinterließ seine Ehefrau und drei Kinder. Das Unternehmen und damit Kurt Bergmanns Lebenswerk schlitterte daraufhin in den Konkurs. Da das Wohnrecht der Bergmanns nicht abgesichert war, bedeutete dies für den inzwischen 79-jährigen Bergmann und seine Frau nicht nur das Anwesen mit den Arbeitsräumen, sondern ebenso ihre vertraute Wohnung zu verlieren. Als es ihnen nicht gelang, das Wohnrecht aus der Konkursmasse herauszukaufen, kam ihnen der Geschäftsmann und frühere Kaimann-Werksfahrer Breinsberg zu Hilfe. 2008 gelang es Breinsberg nach längeren Verhandlungen für sein Autohaus Liewers (Volkswagen) die Immobilie zu erwerben, um dort einen Servicebetrieb für sein Unternehmen einzurichten. Damit war das lebenslange Wohnrecht der Bergmanns nun abgesichert.